# パンドン
パンドンは、円谷プロダクションによる特撮テレビドラマ『ウルトラセブン』をはじめとするウルトラシリーズに登場する架空の怪獣。別名は双頭怪獣。

## 『ウルトラセブン』に登場するパンドン
『ウルトラセブン』第48話「史上最大の侵略（前編）」および第49（最終）話「史上最大の侵略（後編）」に登場。
ゴース星人が地球侵略のために大型宇宙艇パンドン・キャリアーで連れてきた怪獣。2つの顔の左右に嘴がある。体色は赤で、高熱火炎を双頭にある鳥の嘴状の口から吐く。ウルトラセブンが過労によってエメリウム光線も蓄積疲労で満足に放てないほど衰弱していたこともあり、アイスラッガーを叩き落として殴打で苦しめるなど、一時は優位に立つ。しかし、アンヌが操縦するウルトラホーク3号による援護攻撃で生じた隙に、力を振り絞ってアイスラッガーをナイフのように振るったセブンの斬撃を受け、左腕と右脚を切断されて倒れる。
その後、ゴース星人に回収されて義手や義足を取り付けられ、改造パンドンとして復活する。
- スーツアクター：西京利彦[14]
- 劇中では単に怪獣（モンスター）と呼ばれる。
- 脚本では名称は「バンドン」となっており、放送当時の書籍でもそう記載されていたが[出典 4]、「パンドン」と誤植されて以後も訂正されず、現在の公式設定となった[注釈 2]。
- デザインは池谷仙克が担当した[17][18]。デザイン画では鳥のような形の頭部が2つあり、高山良策によって最初に制作された着ぐるみも同様の形状だったが、その後に円谷プロ造形部の現場スタッフによって頭部が改修され、本編での形状になった[出典 5]。監督を務めた満田かずほはこの件に関して「当時の技術で2本の首を同時に動かすのは無理だと思った」と後のインタビューで述壊している[21]。嘴はボール紙で作られている[22]。池谷は後年のインタビューで、改修後の造形は気に入らなかった旨を語っている[17]。
- 金城哲夫の脚本では、セブンのビームランプに蹴りを入れて「割る」描写がある。変身を解除した後のダンが額に裂傷を負っているのは、この名残である。
- 双頭の目はテレビではほとんど目立たないが、フィギィアでは存在が確認できる。[独自研究?]
- 一峰大二の漫画版『ウルトラセブン』では、テレビ版に比べると双頭の目が明確な面相で登場し、再生能力などを駆使してウルトラ警備隊やセブンを苦しめる。この戦闘でセブンのビームランプを割るが、最後は光の国から送られたエネルギーで復活したセブンによって倒される。

### 改造パンドン
第49（最終）話「史上最大の侵略（後編）」に登場。『ウルトラセブン』における最後の敵。
セブンのアイスラッガーで切断された左腕と右脚にゴース星人がパンドンに義手と義足を取り付けて機械化し、復活させた。本来の手が2本指なのに対し、義手の手は5本指となっている。爆破されたパンドン・キャリアーから置き土産として登場し、セブンと最後の戦いを繰り広げるが、改造前と違って火炎を吐かないうえ、動きも若干鈍い。
もはや満足に戦うことすらできなくなったセブンの放ったアイスラッガーを右手で受け止めて投げ返そうとした直前、クラタ隊長が操縦するα号の急降下攻撃をはじめウルトラ警備隊の総攻撃を受ける。まもなくアイスラッガーを投擲するが、その間に体勢を整えたセブンのウルトラ念力によってアイスラッガーを制御され、今度は受け止められずに首を切断されて絶命した。
- スーツアクター：西京利彦[14]
- 着ぐるみの義手や義足は高山良策によるもので、型抜きで造られた[19]。

## 『ウルトラマンメビウス外伝 超銀河大戦』に登場するパンドン
雑誌連載『ウルトラマンメビウス外伝 超銀河大戦』に登場。
『てれびくん』版
ゴース星人に操られ、L・P372星雲にてタロウやエースと対決する。
『テレビマガジン』版
イカルス星人によって怪獣魔境に引きずり込まれたセブンを、エレキング、ギエロン星獣、恐竜戦車と共に攻撃する。しかし、セブンの救援に駆けつけたメビウスのメビュームブレードでエレキング共々切り裂かれて倒される。

## 『ウルトラマンタイガ』に登場するパンドン
『ウルトラマンタイガ』第21話「地球の友人」に登場。
宇宙人を憎む田崎修に痛めつけられるゴース星人の声に応えるように現れた。武器は口から吐く高熱火炎。姿は初代を踏襲しているが、双頭の瞳が明確になっている。修にはゴース星人に呼び出されたと思われるが、実際は幼少時の刷り込みによって親と認識していたゴース星人を助けようとしただけだった。ただ暴れていると思ったウルトラマンタイガとの交戦を経て、ゴース星人の思念波とゴース星人に自分を重ねた修の説得で鎮静化し、戦いを止める。しかし、罪の無いパンドンをタイガの手で殺させるという計画を台無しにされたウルトラマントレギアのトレラテムノーによって切り刻まれ、息絶える。
- スーツアクター：新井宏幸[26]
- 第21話の脚本を担当した小林弘利は、タイガがパンドンを倒さないことが重要としており、トレギアに倒させることでその非人道性を強調している[27]。
- 刷り込み当時の回想シーンには、全容は不明だがゴース星人の手に包まれて幼体が登場している。

## 『セブンガーファイト』に登場する改造パンドン
『セブンガーファイト』第6話「怪獣無法惑星」、第7話「帰ってきた赤いアイツ」に登場。
怪獣惑星に生息する個体が登場。ゴースによって右足と左腕がメカ化、改造されている。ガゾートとエレキングを退けた宇宙セブンガーの前に出現し、イカルス、ガンダー、ガラモンと共に宇宙セブンガーを襲って酸素ケーブルを引き抜くが、駆け付けたウルトラマンゼット ベータスマッシュに倒される。

## 『ウルトラマンデッカー』に登場するパンドン
『ウルトラマンデッカー』第16話「君は君のままで」に登場。
浮遊幼獣スピニーが地層の裂け目に落ちた後、謎の鉱石・ゴースド鉱石の影響で成長を遂げた姿。パンドンを使役するはずであった宇宙人により、パワーアップ用の鉱石と幼体が地中に隠匿されていたが、地震の影響で覚醒したものと推測されている。二つの口から放射する火炎が武器。
ウルトラマンデッカー フラッシュタイプとの交戦では、裂け目から漏れ出るゴースド鉱石のエネルギーで炎の竜巻を起こし、デッカーの左腕を負傷させるまでにパワーアップを果たして圧倒するが、ダイナミックタイプにタイプチェンジしたデッカーのウルトラデュアルソードとデッカーシールドカリバーによる連撃で倒される。
- スーツアクター：新井宏幸

### 浮遊幼獣 スピニー
『ウルトラマンデッカー』第16話「君は君のままで」に登場。
数年前に墜落した隕石のクレーターから侵入し、カリヤシティで発見された生態不明の浮遊する宇宙生物で、パンドンの幼体。
発見直後から捕獲作戦が試みられたもののそれを巧みに回避していくうえ、やがて危険を察知すると嘴から火炎を放って攻撃するようになったため、危険と判断されて駆除作戦に移行される。当初は単頭であったが、地層の裂け目から発見されたゴースド鉱石のエネルギーを吸収した影響で第二の頭部が出現し、双頭への変化を経てパンドンへの急成長を遂げる。
- 当初は3Dモデリングソフトでデザインされ、3Dデータを3D出力して3Dプリンタで作る予定であったが、そのタイミングでマシンの調子が悪くなり、実際には手作りとなった[34]。

## 双頭合成獣 ネオパンドン
ビデオ作品『ウルトラセブン誕生35周年“EVOLUTION”5部作』EPISODE4「イノセント」、EPISODE3「ネバーランド」に登場。
かつて、ゴース星人に操られてウルトラセブンと戦った初代パンドンの遺伝子を引き継いだ怪獣。初代とは異なり頭と首が根元から2本に分離しており、瞳には黒目がある。武器は口から吐く高熱火炎。アイスラッガーを手で受け止めるなど、初代同様の挙動も見せる。
地球防衛軍の特殊部隊に所属していたスワ将校が、植物生命体統治後の地球での支配権獲得を目論むガルト星人に利用されて操っている。コントロールシステムはかつてゴース星人が使用した物とされており、操縦者の怒りや憎しみといった脳波が反映するようになっている。
初代同様にセブンを苦戦させるが、黄金の種子（地球人類の次に地球を支配するとされている植物生命体の種子）を放出して姿を消した後、再び出現してセブンと戦う。一度は植物生命体ミツコがコントロールメカを手に取ったことで鎮静化するが、それを奪ったシマ隊員の植物生命体への敵意が読み取られたため、再び暴れ出す。シマ隊員がセブンを応援しても、ネオパンドンへの敵意が読み取られたためにさらに凶暴化し、図らずもセブンを苦戦させることになる。最後はミツコに発砲して放心状態となったシマ隊員がコントロールメカを落としたことにより、コントロールから解放されて再びおとなしくなったところを、エメリウム光線とウルトラクロスアタッカーの連続攻撃で倒される。
- スーツアクター：横尾和則
- 劇中では単に「パンドン」と呼ばれている。
- デザインはパンドンの初期デザインを踏襲したもの[39]。
- 『平成ウルトラセブン』でのセブンは、スワの台詞によれば「パンドンに（過去の苦戦に対して）トラウマを持っている」という設定であり、普段と比べると戦い方が慎重である。
- 武上純希によるノベライズ版『ウルトラセブン EVOLUTION』では原作とは異なり、黄金の種子を蒔き散らして地中に姿を消した後、再び姿を現すことはない。作中でカザモリは、「目的は黄金の種子を蒔くことだけであり、自らの使命を全うして二度と目覚めぬ永遠の休息に入ったのではないか」と推測している[要ページ番号]。

## 双頭怪獣 キングパンドン

### 『大決戦!超ウルトラ8兄弟』に登場するキングパンドン
映画『大決戦!超ウルトラ8兄弟』に登場。
スーパーヒッポリト星人がダイゴの住まう世界に呼び出す第2の怪獣で、かつてウルトラセブンに倒されたパンドンの同族に生体改造を施して強化した個体である。頭と首が根元から2つに分かれているほか、手の爪がやや長く鋭い形状になっており、身体の棘は炎を思わせるような生え方をしている。非常に好戦的な性格で、2つの頭部の口から放つ強力な高熱火炎弾・双頭撃炎弾や、相手を軽々と吹き飛ばすほどの衝撃力を誇る青色とオレンジ色に光る2色の破壊光線ダブルレイ・インパクトを得意技とする。
海から来た黒い竜巻の中から出現し、山下埠頭でウルトラマンメビウスと戦う。激闘の末にメビウスの新技ライトニングスラッシャーとメビュームシュートの二段攻撃で倒されるが、その役割はスーパーヒッポリト星人が侵略計画に邪魔なメビウスをブロンズ化するための囮であった。
その後、影法師の手によって悪意のエネルギーと他の怪獣軍団の残存エネルギーと融合させられ、ギガキマイラの尻尾になる。
- スーツアクター：岩崎晋弥[41]
- デザインは酉澤安施。ネオパンドン同様、初代パンドンの炎をイメージした没デザインをベースにし、パンドンとネオパンドンも合わせて仕上げており、前傾姿勢であることも意識している[43]。
- 劇中は「キング」は付けられず、単に「パンドン」（劇中のテレビ内では「巨大生物」）と呼ばれる。

### 『大怪獣バトル ウルトラ銀河伝説 THE MOVIE』に登場するキングパンドン
映画『大怪獣バトル ウルトラ銀河伝説 THE MOVIE』に登場。
ウルトラマンベリアルのギガバトルナイザーの力で怪獣墓場から復活し、ベリアルが操る怪獣軍団の1体となる。怪獣墓場でウルトラ戦士やレイの怪獣たちを迎え撃ち、メトロン星人、ガッツ星人、エレキング、キングジョーブラックと共にウルトラセブンを襲うが、最後はウルトラマンゼロに倒される。
また、百体怪獣ベリュドラを構成する怪獣として胴体にネオパンドン、左角に初代パンドンの姿がそれぞれ位置している。
- 着ぐるみは『大決戦!ウルトラ8兄弟』登場時と同デザイン。
- ベリュドラに含まれているネオパンドンは『平成ウルトラセブン』の怪獣では唯一の選出となっている。

### 『ウルトラマン列伝』に登場するキングパンドン
『ウルトラマン列伝』第39話「超決戦!ウルトラヒーロー!!」（『ウルトラマンサーガ』の未公開映像を交えたスペシャル総集編）に登場。別名は怪獣兵器。
バット星人がハイパーゼットンのスフィア細胞を中核に再生・強化改造した怪獣兵器の1体。首や胸にスフィアの発光器官が着いている。他の4体（アントラー、ブラックキング、ベロクロン、タイラント）と共に地球【フューチャーアース】に送り込まれてウルトラセブンと戦うが、最後はアイスラッガーで倒される。

### 『ウルトラマンギンガ』に登場するキングパンドン（SD）
『ウルトラマンギンガ』第3話「双頭の火炎獣」、第4話「アイドルはラゴン」に登場。
連続放火事件を起こしていた放火魔の女・菅生ユウカがダークライブする。バルキー星人（SD）の指示でヒカルの逗留中の教室に放火しようとするが、彼のウルトライブしたケムール人（SD）に妨害されたため、ダークライブして対決する。火炎攻撃で苦しめるが、ウルトラマンギンガのギンガセイバーで倒される。
第4話ではスパークドールズを回収したヒカルがウルトライブするが、千草がダークライブしたラゴン（SD）の説得が目的だったために攻撃は行わず、ギンガにウルトライブしたことによってスパークドールズに戻る。
- 演（菅生ユウカ）：深華
- スーツアクター：新井宏幸
- 第1話でのダークスパークウォーズのイメージシーンにも登場し、ウルトラセブンと戦いを繰り広げるが、ダークスパークの力によって他の怪獣やウルトラ戦士もろとも、スパークドールズに変えられるシーンがある。
- スパークドールズ劇場では第3回から登場。首はそれぞれ性格の違う双子という設定で、テンションの高く荒っぽい姉と礼儀正しい妹から構成されており、ブラックキング（SD）には「キャラが立っている」と評された。姉は関西弁で話し、口癖は「燃やしたろか」。妹はサンダーダランビア（SD）などに独特のニックネームを付けて呼ぶことが多い。共に『新ウルトラマン列伝』第16話で『ウルトラギャラクシー大怪獣バトル』が紹介された際にはレイを「イケメン」と評し、その直後の『大怪獣ラッシュ ウルトラフロンティア』でもバルタンバトラー・バレルに熱を上げるなど、イケメンを好む描写が見られる。声の担当は田中晶子。
- 放火事件が題材となっていることから、火を使う怪獣ということで選ばれた[51]。また、2つの頭部を持つことでユウカの二面性を表現している[51]。
- ユウカの名前は、『ウルトラセブン』で初代パンドンを操っていた幽霊怪人 ゴース星人に由来している[51]。
- 着ぐるみは過去の作品に登場したものの流用[52]。

## 火ノ魔王獣 マガパンドン
『ウルトラマンオーブ』第4話「真夏の空に火の用心」に登場。
ウルトラマンゼロによって封印されていた、火属性の魔王獣。双頭の間にマガクリスタルを備えている。常に太陽のような超高温の火球に包まれており、『太平風土記』には「偽りの日輪」と呼ばれ、災いの炎によって地上のすべてを焼き尽くす「禍破呑（）」として記されていた。全方位に放つマガ火玉火炎弾、火球状態で口から放つマガ火球を武器としている。
火球から放つ超高温の熱波で都市の気温を40℃以上に上昇させていたところ、現れたウルトラマンオーブ（スペシウムゼペリオン）にオーブ水流、巨大なスペリオン光輪や分身してのスペリオン光線を撃たれるが、これらすべてを熱波で無効化する。オーブによって成層圏外にまで追放されるも熱波で一度はエネルギー切れに追い込み、大気圏再突入時の高熱と地表への激突による大ダメージを負わせる。
その後、ビートル隊によって撃ち込まれた冷却弾をものともせず、一晩をかけて再び地球の都市部の上空へ降下し、マガ火玉火炎弾を四方に乱射するが、バーンマイト形態で現れたオーブのストビュームバーストによる爆風消火で火の玉を吹き消され、正体を現す。オーブと互角の戦闘を繰り広げた末、最後はスペシウムゼペリオン形態に変身したオーブのスペリオン光線の長時間照射を受けながらなお前進する防御力を見せるも耐えきれず、そのまま爆散する。
- スーツアクター：横尾和則[56]
- デザインは円谷プロダクションIP企画製作部の竹内純が担当した[57]。デザイン画はイラストではなく、既存スーツの写真を加工している[57]。
- 脚本を担当した三好昭央は、当初は火山の噴火によって地底のマグマの中からマガパンドンが登場すると想定していたが、さまざまな事情から火の玉として出現するという展開となった[58]。火の玉を驚異的な存在として長く登場させることにより、引きとしてマガパンドンの強さを表現している[58]。
- 監督のアベユーイチは、ただ光線を浴びて爆発するだけではマガパンドンが弱く見えると考え、光線に耐えて歩く描写を用いた[58]。

## その他の作品に登場するパンドン
- テレビドラマ『私が愛したウルトラセブン』では、脱走した米兵にパンドンの着ぐるみを着せて逃がそうとする際、追ってきた警官隊に向かって口に仕込んだ火炎放射を用いる場面もある。
- テレビドラマ『ウルトラマンになりたかった男』では、劇中映画『オールウルトラマンVS怪獣軍団』にて怪獣軍団の1体として登場し、ウルトラ戦士たちと戦う。
- ビデオ『ウルトラスーパーファイト』第10話「さすらいのウルトラマンタロウ」、第12話「怪獣の誕生日」、第14話「怪獣達の戦い」に登場。第10話ではウルトラマンタロウ、第12話ではウルトラマンレオ、第14話ではメトロン星人と戦う。
- 『ウルトラマンメビウス』第24話では、マケット怪獣のウインダムをファイヤーウインダムにパワーアップするため、パンドンのデータがゼットンやブラックエンドと共に使われる。
- 『ウルトラゾーン』第11話では、アイキャッチにクリスマスパーティーのケーキをアイスラッガーで切ろうとしている姿が描かれている[59]。第5話ミニコーナー「怪獣ことわざ」に「早起きはパンドンの得」という絵が登場する[60]。
- 『劇場版 ウルトラマンオーブ 絆の力、おかりします!』では合体魔王獣ゼッパンドンのフュージョンアップのシーンにて、マガクリスタルのないマガパンドンの見た目で、パンドンが登場している。
- 『ウルトラマンライブステージ2・宇宙恐竜最強進化!』では、改造パンドンの形態でマグマ星人に操られ、セブンと戦う。
- 漫画作品
  - 漫画『ウルトラ怪獣大戦争』ではゼットン、アイロス星人、ガンダーと共に、光の国の怪獣独房に繋がれていた個体が登場。脱獄後はメカ改造強化を受ける。
  - 漫画『ウルトラ忍法帖』では、悪の組織「朧党」の忍獣「犯鈍」として登場。作者の御童カズヒコが気に入っているキャラクターでもある。
  - 『フィギュア王』に掲載された一峰大二の漫画「ゴードの巻」では、バルタン星人たちによって蘇生された宇宙連合軍の怪獣軍団の1匹として登場し、セブンを苦しめる。
  - 漫画『ウルトラマンSTORY 0』では、火の国の守護獣として登場。テレビ版と異なり、眼球と分かる部分があるデザインとなっている。
- ゲーム
  - ゲーム『スーパーヒーロー作戦』では、悪の組織ETFが操る怪獣として登場。
  - ゲーム『巨影都市』では、「巨影」の一体として初代パンドンが登場。ウルトラセブンと戦う。